# Gebideus
Els gebideus (Gebiidea) són un infraordre de crustacis decàpodes

## Taxonomia
L'infraordre Gebiidea inclou 246 espècies en quatre famílies:
- Família Axianassidae Schmitt, 1924
- Família Laomediidae Borradaile, 1903
- Família Thalassinidae Latreille, 1831
- Família Upogebiidae Borradaile, 1903